# ASSI Brindisi 1970-1971
L'ASSI Brindisi 1970-1971, prende parte al campionato italiano di Serie C, girone D a 12 squadre. Chiude la stagione regolare al primo posto a pari punti con la Juve Caserta con 17V e 5P, 1424 punti fatti e 1138 subiti, per la promozione in Serie B c'è bisogno di uno spareggio che viene giocato il 20 maggio 1971 a Potenza e vede vincitrice l'ASSI Brindisi per 64-55, particolare curioso è che l'ASSI finirà la partita con soli tre giocatori.

## Storia
Giuseppe Todisco dopo i successi con le giovanili della Libertas Brindisi ritorna all'ASSI dove svolge il doppio incarico di allenatore e direttore tecnico.
La squadra viene rinforzata con Claudio Bianchi proveniente dal Labor Viareggio, il tarantino Ermanno Iaci proveniente dalla Pallacanestro Budrio, Giuseppe Giuri dalla Pallacanestro Monopoli, Marino Krecic proveniente dal Lloyd Adriatico Trieste e Ferruccio Tomat proveniente dalla Snaidero Pallacanestro Udine.Sul fronte cessione Antonazzo viene ceduto alla Libertas Lecce. Franco Petraroli e Elio Maghelli abbandoneranno l'attività agonistica per intraprendere la carriera lavorativa.
In Coppa Italia è eliminata al 2º turno dalla Libertas Brindisi
Claudio Bianchi sarà il miglior marcatore della squadra con 244p. in 19 gare, seguito da Franco Cozzoli con 196 p.

## Roster
| ASSI Brindisi 1970/1971 | ASSI Brindisi 1970/1971 |
| Giocatori               | Staff tecnico           |
| ----------------------- | ----------------------- |

| N. | Naz.              | Ruolo | Nome                 | Anno | Alt.   | Peso |  |
| -- | ----------------- | ----- | -------------------- | ---- | ------ | ---- |  |
| 4  | Italia (bandiera) | P     | Cosimo Marra         | 1946 | 181 cm |      |  |
| 5  | Italia (bandiera) | G     | Franco Cozzoli       | 1947 | 182 cm |      |  |
| 6  | Italia (bandiera) | G     | Ermanno Iaci         | 1947 |        |      |  |
| 7  | Italia (bandiera) | A     | Claudio Bianchi      |      | 194 cm |      |  |
| 8  | Italia (bandiera) | A     | Pino Giuri           | 1943 | 185 cm |      |  |
| 9  | Italia (bandiera) | G     | Franco Musci         |      |        |      |  |
| 10 | Italia (bandiera) | P     | Ferruccio Tomat      | 1950 | 202 cm |      |  |
| 11 | Italia (bandiera) | G     | Gianvito Monaco      | 1946 |        |      |  |
| 12 | Italia (bandiera) | A     | Roberto Milo         | 1952 | 192 cm |      |  |
| 13 | Italia (bandiera) | C     | Domenico Cianciaruso | 1945 | 195 cm |      |  |
| 14 | Italia (bandiera) | A     | Luigi Pellecchia     | 1949 | 196 cm |      |  |
| 15 | Italia (bandiera) | G     | Roberto Perugino ()  | 1941 | 185 cm |      |  |
| 16 | Italia (bandiera) | G     | Bruno Bonatesta      | 1953 | 180 cm |      |  |
|    | Italia (bandiera) | A     | Marino Krecic        | 1950 | 190 cm |      |  |

| Allenatore                       |
| - Giuseppe Todisco               |
| Assistente/i                     |
| - Nessuno Legenda - (C) Capitano |

## Risultati

### Stagione regolare
| Arbitri: | Iannasconi (Pescara) D'Urso (Pescara) |

|                                 |       |                                 |
| Gentile 17, Lo moro 12, Musci 6 | Punti | Bianchi 14, Iaci 12, Perugino 8 |

| Arbitri: | Pirolo (Chieti) Merciario (Chieti) |

|                                      |       |                         |
| Krecic 18, Bianchi 11, Cianciaruso 8 | Punti | Napolitano 18, Caruso 6 |

| Arbitri: | Iannasconi (Pescara) D'Urso (Pescara) |

|                                 |       |                                 |
| Gentile 17, Lo moro 12, Musci 6 | Punti | Bianchi 14, Iaci 12, Perugino 8 |

| Arbitri: | Sidoli (Reggio Emilia) Rotondo (Bologna) |

|                                      |       |                                           |
| Bianchi 20, Cianciaruso 12, Tomat 10 | Punti | Napolitano C. 12, Cerovak 12, De Simone 9 |

| Arbitri: | Tardioli (Ancona) Taus (Ancona) |

|                                     |       |                                 |
| Tizzano 18, Fredella 14, Marinari 9 | Punti | Bianchi 15, G. Giuri 6, Tomat 6 |

| Arbitri: | Pendenza (Latina) Bartolini (Grosseto) |

|                                        |       |                                   |
| Bianchi 24, Cozzoli 20, Cianciaruso 13 | Punti | Morici 8, Cuccia 7, De Filippis 6 |

| Arbitri: | Pluchino (Ragusa) Giona (Ragusa) |

|                                  |       |                                    |
| Bianchi 21, Cozzoli 15, Musci 13 | Punti | Melito 12, Pozza 8, Santambrogio 8 |

| Arbitri: | Iannascoli (Pescara) Pirola (Chieti) |

|                                 |       |                                     |
| Favia 20, Serrano 10, Carulli 7 | Punti | Cozzoli 21, Bianchi 12, Perugino 11 |

| Arbitri: | Piersanti (Roma) Turi (Roma) |

|                                 |       |                                     |
| Bianchi 20, Cozzoli 13, Iaci 11 | Punti | Altomare 10, Spadaro 9, Criscione 7 |

| Avellino 24 gennaio 1971 10ª giornata                          | Scandone Avellino | 47 – 48                          | Assi Brindisi |  |
| \| \| \| \| \| \| Punti \| Cianciaruso 12, Monaco 9, Iaci 7 \| |                   |                                  |               |  |
|                                                                |                   |                                  |               |  |
|                                                                | Punti             | Cianciaruso 12, Monaco 9, Iaci 7 |               |  |

| Arbitri: | Strano (Cosenza) D'Urso (Pescara) |

|                                |       |                                  |
| Bianchi 18, Musci 16, Tomat 12 | Punti | Maresca 14, Adinolfi 13, Pinto 7 |

| Arbitri: | Izzo (Roma) Buonomini (Roma) |

|                               |       |                                     |
| Iaci 15, Bianchi 11, Musci 10 | Punti | Lomoro 19, Pisciarini 17, Gentile 6 |

| Arbitri: | Giacobbe (Roma) Parisi (Firenze) |

|                                     |       |                                   |
| Stano 19, Napolitano 19, De Masi 10 | Punti | Perugino 15, Bianchi 12, Giuri 11 |

| Arbitri: | Brideccia (Roseto) Pignotti (Porto S. Giorgio) |

|                                          |       |                                |
| Perugino 16, Cianciaruso 8, Pellecchia 7 | Punti | Tortora 18, Greco 10, Marino 6 |

| Arbitri: | Corradino (Modena) Pisaroni (Piacenza) |

|                                        |       |                                     |
| De Simone 18, Napolitano 18, Boschi 10 | Punti | Cozzoli 9, Bianchi 8, Cianciaruso 8 |

| Arbitri: | Aloisio (Messina) Barbaro (Messina) |

|                                  |       |                                  |
| Cianciaruso 15, Giuri 10, Iaci 8 | Punti | Tizzano 13, Fredella 9, Verile 8 |

| Arbitri: | Fornari (Roma) Piersanti (Roma) |

|                                     |       |                               |
| Cuccia 20, Ardizzone 13, Allegra 12 | Punti | Cozzoli 10, Musci 10, Giuri 8 |

| Arbitri: | Allegretti (Firenze) Campanella (Livorno) |

|                             |       |                               |
| Saccà 16, Arena 10, Pozza 8 | Punti | Cozzoli 19, Musci 11, Marra 8 |

| Arbitri: | Morelli (Palermo) Romano (Palermo) |

|                                     |       |                         |
| Iaci 12, Perugino 10, Cianciaruso 8 | Punti | De Mitri 13, Carulli 12 |

| Arbitri: | Ferri (Imola) Dal Fiume (Imola) |

|                                         |       |                              |
| Criscione 22, Campanella 13, Adorini 11 | Punti | Cozzoli 20, Milo 8, Monaco 8 |

| Arbitri: | Cardioli (Ancona) Gambini (Ancona) |

|                                 |       |                                    |
| Perugino 12, Milo 12, Bianchi 9 | Punti | Sandulli 11, Iandolo 7, Bellucci 6 |

| Napoli 25 aprile 1971 22ª giornata | Oriens Napoli | 49 – 56 | Assi Brindisi |  |

### Spareggio
| Arbitri: | Degli Esposti (Bologna) Soave (Bologna) |

|                                         |       |                                      |
| Tartaglione 15, De Simone 12, Boschi 10 | Punti | Cianciaruso 21, Bianchi 19, Tomat 10 |

### Coppa Italia
| Monteroni 13 settembre 1970 1º turno | Libertas Monteroni | 47 – 60 | Assi Brindisi |  |

| Arbitri: | Costa (Taranto) Castagna (Bari) |

|                                          |       |                                       |
| Pellecchia 10, Cianciaruso 9, Perugino 9 | Punti | Arigliano 15, Labate 13, Calderari 12 |

## Fonti
Il Corriere dello Sport edizione 1970-71
La Gazzetta del Mezzogiorno edizione 1970-71